# Tempestade subtropical Jaguar
A tempestade subtropical Jaguar, nomeada pela Marinha do Brasil, foi o primeiro sistema de natureza não-extratropical, a evoluir para tempestade subtropical da Temporada de Ciclones do Atlântico Sul de 2019. Desenvolveu-se de uma área de baixa pressão subtropical que cruzou a Região Sudeste do país em 20 de maio, evoluindo para depressão subtropical na costa do estado do Rio de Janeiro e pouco depois para tempestade subtropical. A tempestade produziu chuvas e ventos fortes na costa do Rio de Janeiro e do Espírito Santo, e grandes ondas ao longo do litoral da região Sudeste do Brasil, causando ressaca e alguns danos.